# Читалище

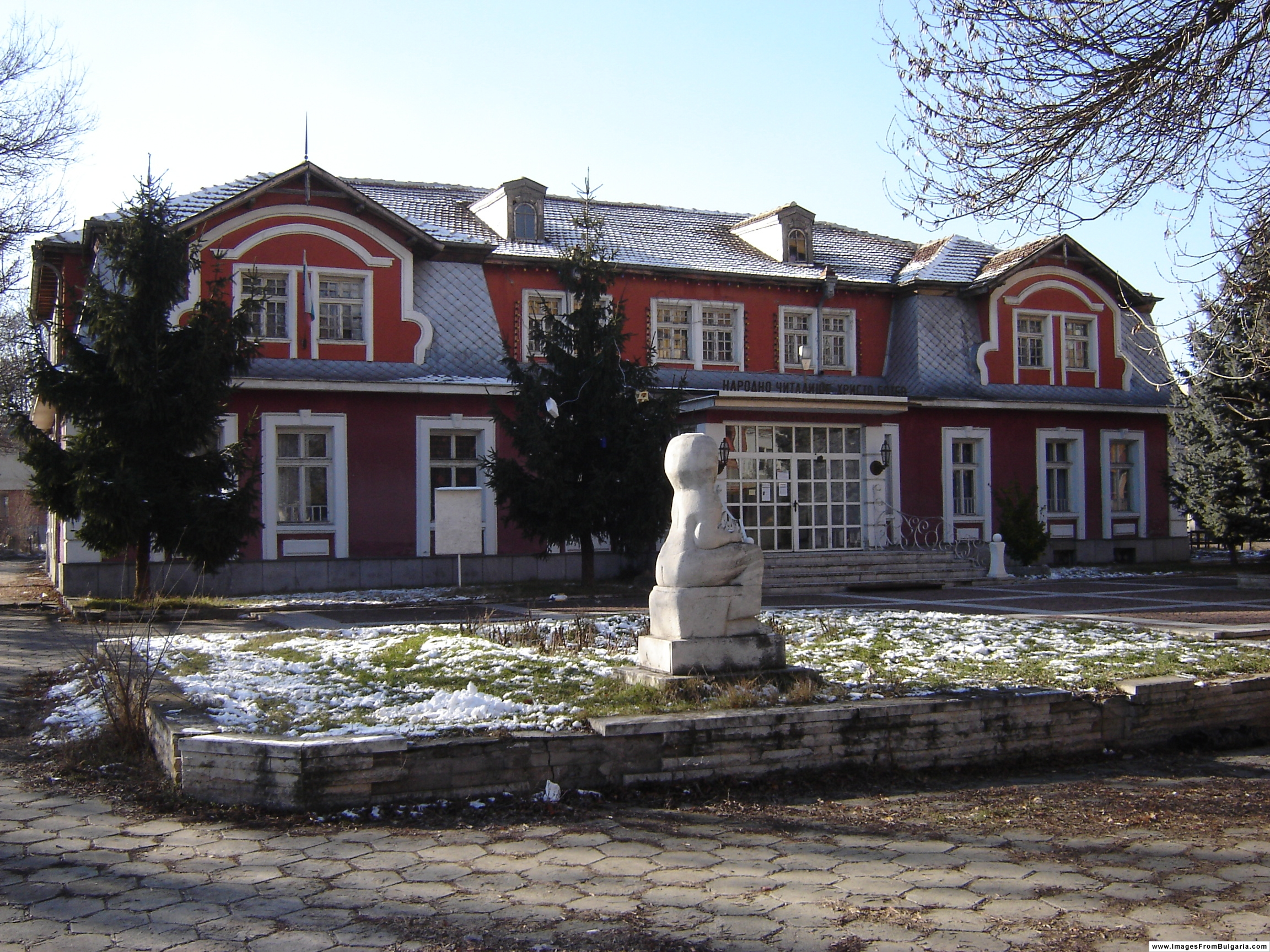
Читалище в Божуриште

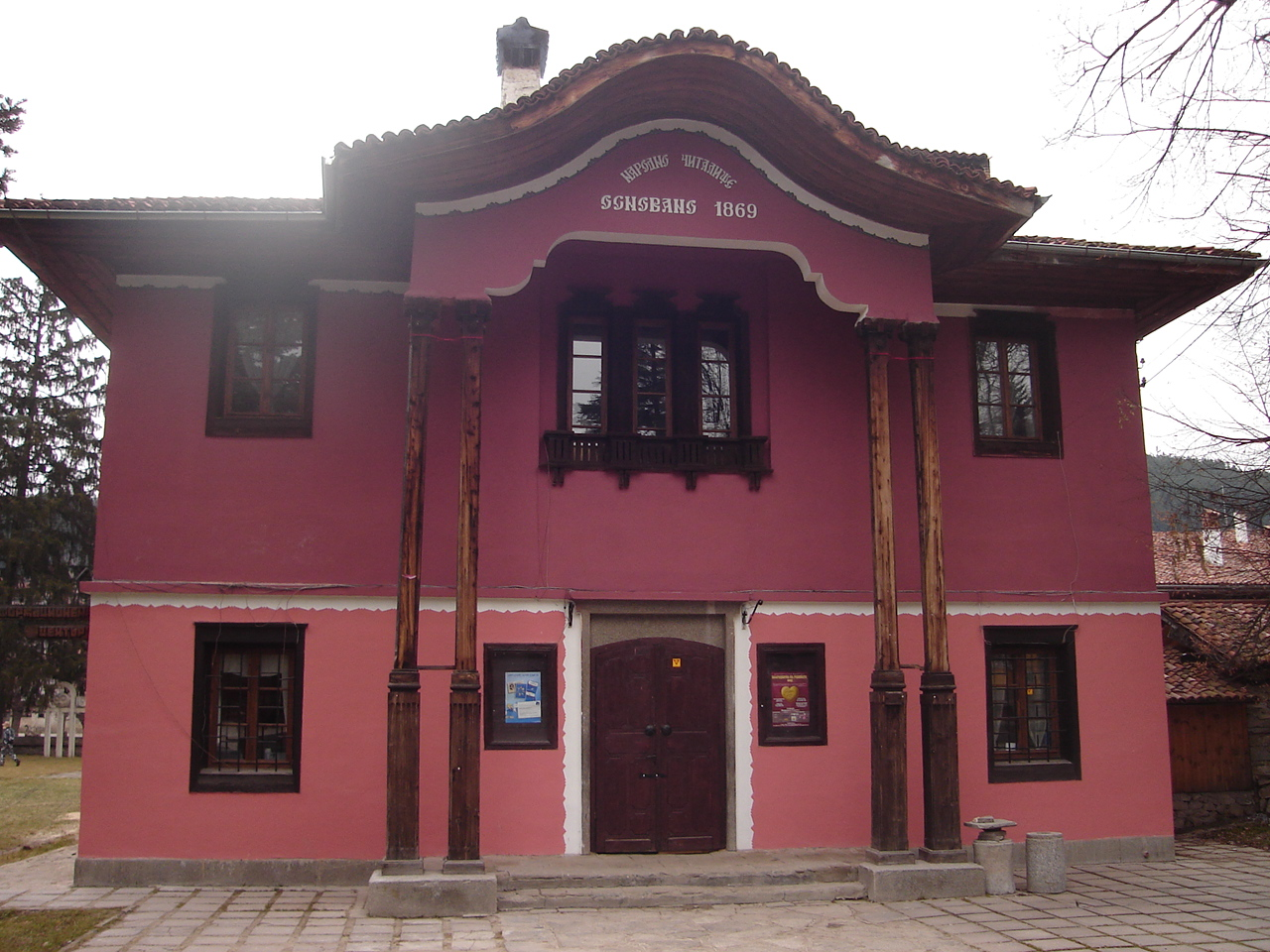
Читалище в Копривштице (построено в 1869 году)

Чита́лище (также читалиште; болг. чита́лище) — характерное только для Болгарии общественное учреждение культуры, которое имеет учебно-просветительские функции и содействует самодеятельности.
Чаще всего в нём имеется публичная библиотека, организуются курсы театра, школы танцев, музыки и иностранных языков, а также клубы по интересам.
Название происходит от болгарского глагола чета́ (рус. читаю, читать), причём болг. читалище переводится на русский как место для чтения (читалище).
Основное предназначение читалища — совместить как можно больше форм культурно-просветительской деятельности в одном месте. Так как все мероприятия проводятся в разные дни недели и в разное время суток, то для всех мероприятий вполне хватит одного пианино и одного комплекта музыкальных инструментов, которые используются по очереди для обучения детей, для танцев, хорового исполнения песен и т. д. Тот же самый принцип применяется для артистических костюмов и прочего театрального и художественного реквизита.
Единственное однофункциональное помещение — это библиотека, хотя в некоторых исключительных случаях в ней проводятся уроки или тихие занятия.
Первые формы читалищной деятельности возникли в Болгарии в 1856 году в городах Свиштове, Ломе и Шумене. На январь 2016 года в Болгарии действуют 3614 читалищ.